# برآشفتگی بزرگ

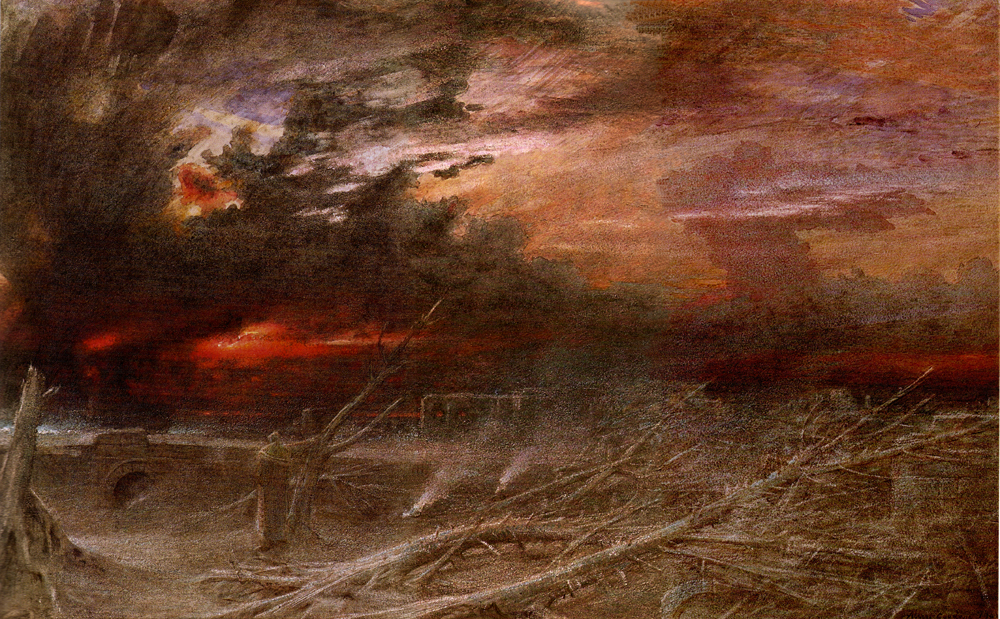
براشفتگی بزرگ یا مصیبت بزرگ

مصیبت بزرگ به اتفاق‌های ناگواری اشاره میکند که به عنوان نشانه آخرالزمان توسط عیسی بیان شده است. این اتفاقها در کتاب مکاشفه یوحنا نیز تکرار شده اند.

## در کتاب مقدس
در کتاب مکاشفه یوحنا فصل نهم مصیبت بزرگ چنین توصیف شده است:

## در دین مسیحیت
در دین مسیحیت مصیبت بزرگ به عنوان زمانی تعبیر میشود که در مدت کوتاهی تمامی دنیا در مشکل، خطر، بلاهای طبیعی، جنگ، درد و بدبختی خواهد بود که بیشتر از ۷۵٪ مردم دنیا را قبل از ظهور مجدد عیسی نابود خواهد کرد. بعضی اعتقاد دارند که آنهایی که از دستورهای خدا پیروی کرده باشند قبل از آغاز این اتفاق به بهشت برده میشوند تا از این بلاها در امان باشند. بعضی اعتقاد دارند که مصیبت بزرگ قبل از ظهور مجدد عیسی و به مدت هفت سال خواهد بود که هفت سال آخر پیشگویی هفتاد هفته دانیال خواهد بود. بر اساس این پیشگویی هفتاد هفته دانیال به دو قسمت ۳٫۵ ساله تقسیم میشود (دانیال ۹:۲۷). این ایده بر اساس آیه کتاب دانیال که بیان میکند "زمان، زمانها و نیم زمان" که معادل "یک سال، دو سال، و نیم سال" در نظر گرفته شود بیان شده است. بر اساس کتاب مکاشفه یوحنا این زمان یک هزار و دویست و شصت روز یا ۴۲ ماه خواهد بود زیرا ماه در این پیشگویی ۳۰ روز نظر گرفته میشود و ۱۲۶۰/۳۰ برابر ۴۲ است. ۱۲۹۰ روزی که در آیه دانیال ۱۲:۱۱ ذکر شده است معمولاً تصور میشود که یک قسمت از هفت سال دارای یک ماه کبیسه (نسیء) است.
بعضی مسیحیان علی‌الخصوص کاتولیکها اعتقاد دارند که مصیبت بزرگ آنگونه که بقیه مسیحیان اعتقاد دارند نیست و بلکه زمان رویایی حکومت ضد مسیح (مسیح دجال) است. بر اساس نظر برخی مسیحیان مصیبت بزرگ با نبرد آخرالزمان به پایان میرسد.